# Nokia 2
Il Nokia 2 è uno smartphone Android marchiato Nokia e sviluppato dalla HMD Global.
Annunciato il 31 ottobre 2017, Nokia 2 è caratterizzato da una batteria da 4100 mAh che promette un'autonomia nell'uso medio della durata di due giorni.

## Caratteristiche tecniche

### Design ed hardware
Il Nokia 2 ha un frame in alluminio e una back cover in plastica removibile. 
Ha un chipset Qualcomm Snapdragon 212 quad-core, con GPU Adreno 304, e connettività 2G GSM, 3G HSPA, 4G LTE, Wi-Fi 802.11 b/g/n (con la sola banda da 2.4 GHz), Bluetooth 4.1, A-GPS, GLONASS, BDS, radio FM e microUSB 2.0.
Lo schermo è un LTPS IPS LCD da 5 pollici con risoluzione HD ed è protetto da un vetro Corning Gorilla Glass 3.
La fotocamera posteriore è una 8 megapixel con autofocus, flash LED e registrazione video HD 720p a 30 fps. La fotocamera anteriore ha invece 5 megapixel.
Infine la batteria agli ioni di litio ha una capacità di 4100 mAh e non è removibile, e ha una durata dichiarata di fino a 19 ore di talktime (tempo in chiamata) in 3G e fino a 55 giorni in standby in 3G.

### Software
Così come gli altri Nokia, anche il Nokia 2 ha Android con pochissime modifiche da parte del produttore, in versione 7.1.1 Nougat. Nokia ha dichiarato che il dispositivo riceverà Android Oreo direttamente nella versione 8.1.